# Хираки, Рюдзо
Рюдзо Хираки (яп. 平木 隆三 Хираки Рю:дзо:, 7 октября 1931, Осака — 2 января 2009, Тоёта, Айти) — японский футболист; футбольный тренер.

## Клубная карьера
На протяжении своей футбольной карьеры выступал за клуб «Фурукава Электрик».

## Карьера в сборной
С 1954 по 1962 год сыграл за национальную сборную Японии 30 матчей, в которых забил 1 гол. Также участвовал в Олимпийских играх 1956 года и 1964 года.

## Статистика выступлений за сборную Японии
| Сборная Японии | Сборная Японии | Сборная Японии |
| Год            | Матчи          | Голы           |
| -------------- | -------------- | -------------- |
| 1954           | 3              | 0              |
| 1955           | 4              | 0              |
| 1956           | 3              | 0              |
| 1957           | 0              | 0              |
| 1958           | 4              | 0              |
| 1959           | 10             | 1              |
| 1960           | 1              | 0              |
| 1961           | 2              | 0              |
| 1962           | 3              | 0              |
| Итого          | 30             | 1              |

## Достижения
«Фурукава Электрик»
- Кубок Императора (4): 1955, 1960, 1961, 1964